# Pies laboratoryjny Horáka
Czeski łaciaty pies, Pies laboratoryjny Horáka (czes. Český strakatý pes, Horákův laboratorní pes, ang. Bohemian Spotted Dog) – rasa psa stworzona przez czeskiego zootechnika i kynologa Františka Horáka u swego zarania do badań i doświadczeń laboratoryjnych. Dziś to pies towarzyski. Rasa wpisana została na listę psów rasowych Czesko-Morawskiego Związku Kynologicznego. Wpisana jest także pod numerem 905 na listę Międzynarodowej Federacji Kynologicznej (FCI) jako rasa nierozpoznana.

## Historia
František Horák chciał stworzyć idealnego psa do pracy laboratoryjnej. W 1954 roku opisał pożądane cechy: odpowiednią wielkość, gładką sierść – bezproblemowe utrzymanie szaty, wysoką płodność suk, zdolność wychowywania licznych miotów, dobry charakter i niskie spożycie pokarmu. Aby uzyskać jednolity pod względem genetycznym materiał, niezbędny do badań, František Horák stosował chów wsobny. Hodował psy w dwóch wersjach wielkościowych. Większe, o masie około 20 kilogramów, wykorzystywane były do badań z zakresu chirurgii i przeszczepów. Osobniki o wadze około 10 kilogramów służyły do badań farmakologicznych oraz układu nerwowego.
Hodowlę zapoczątkowało krycie wilczoszarej suczki Rygi o wadze 25 kg i trójkolorowego psa Miša o wadze 10 kg. Oba te psy były hybrydami nieznanego pochodzenia, które były wówczas własnością Instytutu Fizjologii Czechosłowackiej Akademii Nauk. W pierwszym miocie 4 kwietnia 1954 roku Ryga urodziła dziewięć szczeniąt, z których dwa zostały wybrane do dalszej hodowli (Míša 1 i Dáša 6), już w trójkolorowym ubarwieniu z białymi kropkami. Talenty dotyczące umaszczenia brązowego zostały dodane do hodowli poprzez skrzyżowanie z wyżłem niemieckim krótkowłosym. Podjęto dalsze próby poprawy cech rasy poprzez skrzyżowanie z owczarkiem niemieckim, bullterrierierem i pointerem, ale ich potomstwo ostatecznie nie interweniowało w hodowlę. Wzorzec rasy został zatwierdzony w 1960 roku i jednocześnie rasa została wpisana do księgi Czechosłowackiego Stowarzyszenia Hodowców Małych Zwierząt jako „Pies laboratoryjny Horáka”. W tamtym czasie rasa praktycznie nie była znana opinii publicznej, ponieważ psy służyły wyłącznie na potrzeby Instytutu. Pierwsze publiczne przedstawienie rasy odbyło się 27 sierpnia 1961 roku na Krajowej Wystawie Psów Użytkowych w Pradze.
Chociaż rasa była hodowana głównie w celach eksperymentalnych, to istnieją skąpe dowody na eksperymenty na czeskich łaciatych psach w Instytucie Fizjologii, w którym to miała miejsce hodowla. Zachowały się dokumenty dotyczące pierwszej udanej transplantacji nerki u psa, pozostała o tym krótka notatka Františka Horáka. Istnieją także notatki dotyczące przeszczepów tkanek oraz że psy były badane pod kątem padaczki, zwłaszcza mechanizmów wywoływania jej napadów. Celem prac instytutu badawczego było także monitorowanie dziedziczenia braków uzębienia. Z genetycznego punktu widzenia monitorowano również dziedziczność powstania plamistego ubarwienia. Odpowiadające im pozostałości tych badań, to jest sporadyczne występowanie osobników cierpiących na epilepsję lub mających słabe zęby, można w pewnym stopniu prześledzić u dzisiejszego pokolenia czeskich łaciatych psów. František Horák nigdy nie starał się o uznanie psa laboratoryjnego przez Międzynarodową Federację Kynologiczną, ponieważ z założenia rasa ta nie była przeznaczona do prywatnych hodowli.
Od 1981 roku rasa jest również wpisana do ewidencji Czeskiego Związku Hodowców, co umożliwiło jej hodowlę poza Czechosłowacką Akademią Nauk. Jednak tylko kilka z ogólnej liczby około 40 psów zostało przekazanych z terenu instytutu w ręce hodowców. Z tego okresu funkcjonuje nazwa rasy „Czeski łaciaty pies”, której autorem jest sam František Horák. Pomimo obiecującego startu rasa nie została zaakceptowana tak dobrze, jak oczekiwano, a psy były na skraju wyginięcia. Nową falę zainteresowania przyniosły wczesne lata 90. XX wieku. W tym czasie znaleziono jednak tylko sześć psów rasowych z rodowodem. Były to czarno-żółto-biały krótkowłosy Car z Voděradský háj, urodzony w 1986 roku, troje rodzeństwa brązowo-żółto-białego długowłosego Artis z Nadějného Chovu, brązowo-żółto-biała krótkowłosa Adéla z Nadějného chovu i czarno-żółto-biały długowłosy Aran z Nadějnostobila. Kolejny samiec i trzy samice stanowiły czystą rasę, ale bez dokumentacji lub też były zupełnie nieznanego pochodzenia. Pierwszym miotem, który rozpoczął odnowienie rasy był narodzony 10 marca 1993 roku miot A Prosmycký dvůr.

## Ogólna charakterystyka
Czeski łaciaty pies jest rasą średniej wielkości. Uznana jest odmiana większa psa laboratoryjnego. Samce osiągają wysokość w grzbiecie 45–53 cm, samice 43–51 cm, długość tułowia stanowi 110–120% wysokości w kłębie. Budowa jest harmonijna i niezbyt ciężka, z lekko prostokątną ramą, z odchylonymi uszami. Istnieją zarówno krótkie, jak i długie warianty sierści. Krótka szata jest pokryta warstwą podszerstka i przylega do całego ciała. Włosy długie, również z podszerstkiem, są luźne i tylko lekko falowane.

### Umaszczenie
Czeski łaciaty pies dziś posiada umaszczenie zawsze trójbarwne, w dwóch równoważnych odmianach umaszczenia, czarno-żółto-białej i brązowo-żółto-białej. Stosunek ciemnej (czarnej lub brązowej) do białej części ciała wynosi 1:1, natomiast podstawowy kolor głowy to ciemny z żółtymi znaczeniami. Białe pola są kropkowane w żółtym obszarze na żółto, a w pozostałym na ciemno. Kropki są wyraźnie indywidualne i nie stwarzają wrażenia podkreślonego ubarwienia.

### Charakter
Rasa jest doskonałym towarzyszem dla niedoświadczonych właścicieli. Psy mają dobry i towarzyski temperament. Nie są agresywne i nie mają tendencji do dominacji ze względu na pierwotne cele, dla których zostały wyhodowane. Mimo to są dobrymi psami stróżującymi, ponieważ mają tendencję do szczekania, gdy usłyszą intruza, mimo że ich nie zaatakują. Są bardzo przyjaźnie nastawieni do ludzi i innych psów – potrafią żyć w grupie – trenowane od najmłodszych lat mogą tolerować także inne zwierzęta. Psy są aktywne i wytrwałe, uwielbiają ruch, podczas którego są bardzo temperamentne i niestrudzone. Dobrze radzą sobie w sportach na przykład w agility. Są znane z kanisterapii i świetnie radzą sobie z małymi dziećmi. Uwielbiają zabawę i mają silną więź ze swoim właścicielem. Dzięki swoim zdolnościom adaptacyjnym odnajdą się również w mieszkaniu.

## Galeria

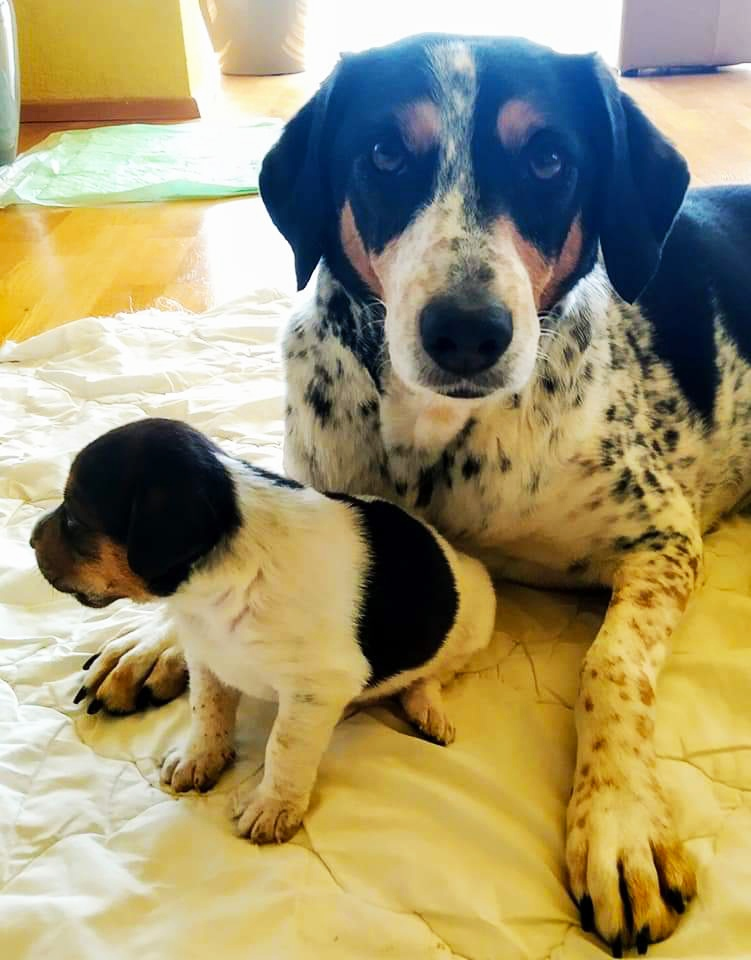
Suka i szczenię czeskiego łaciatego psa
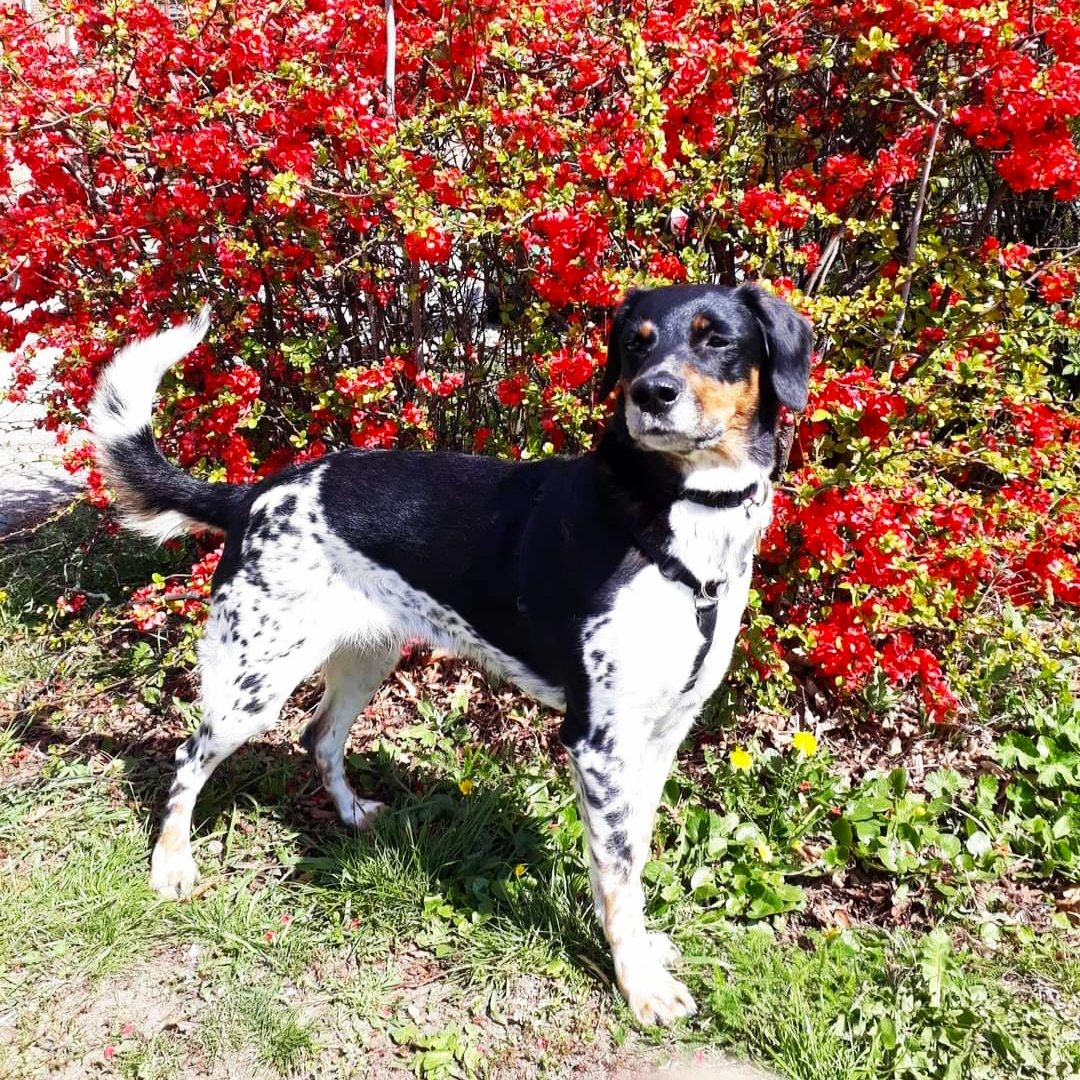
Czeski łaciaty pies w wieku 2 lat
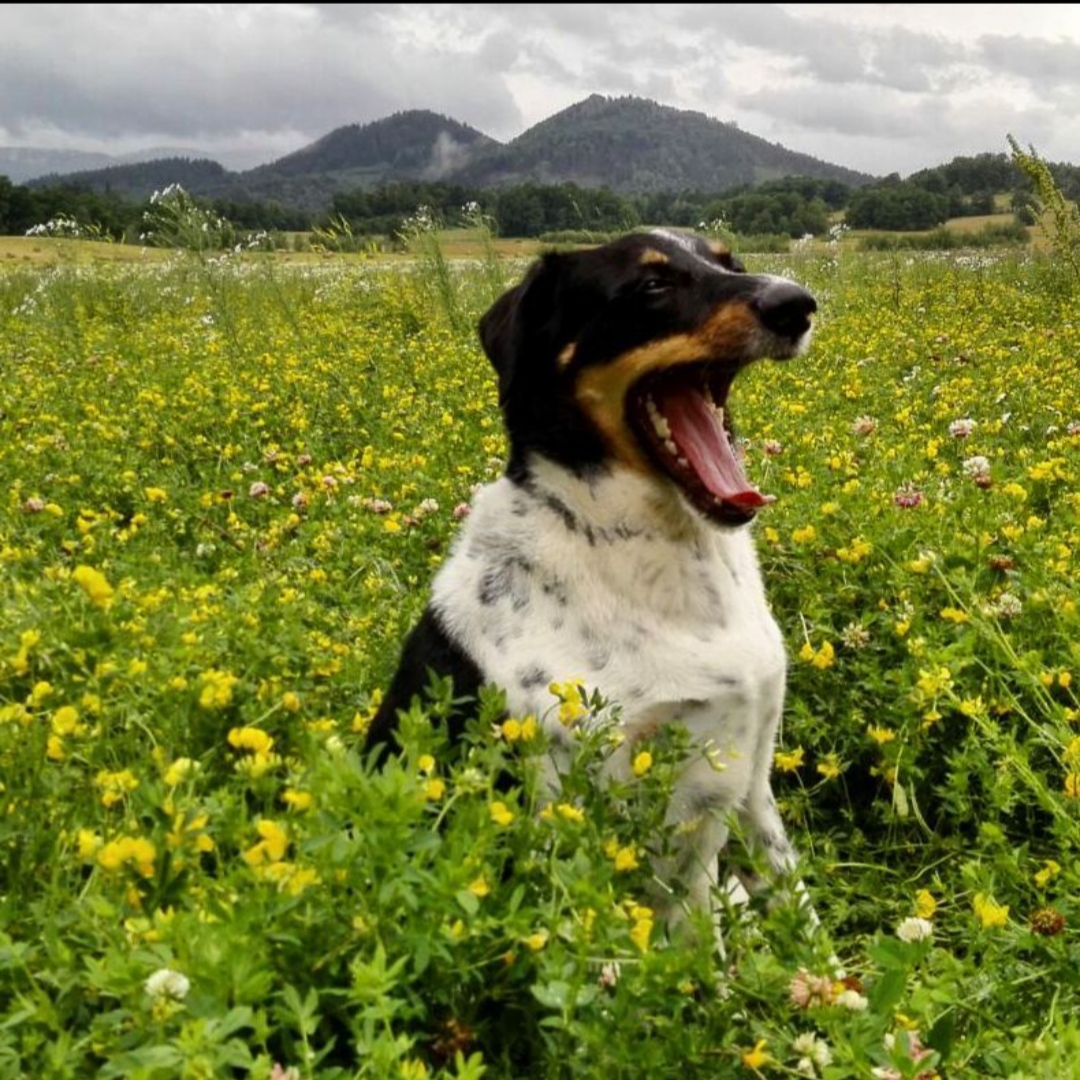
Czeski łaciaty pies w wieku 3 lat
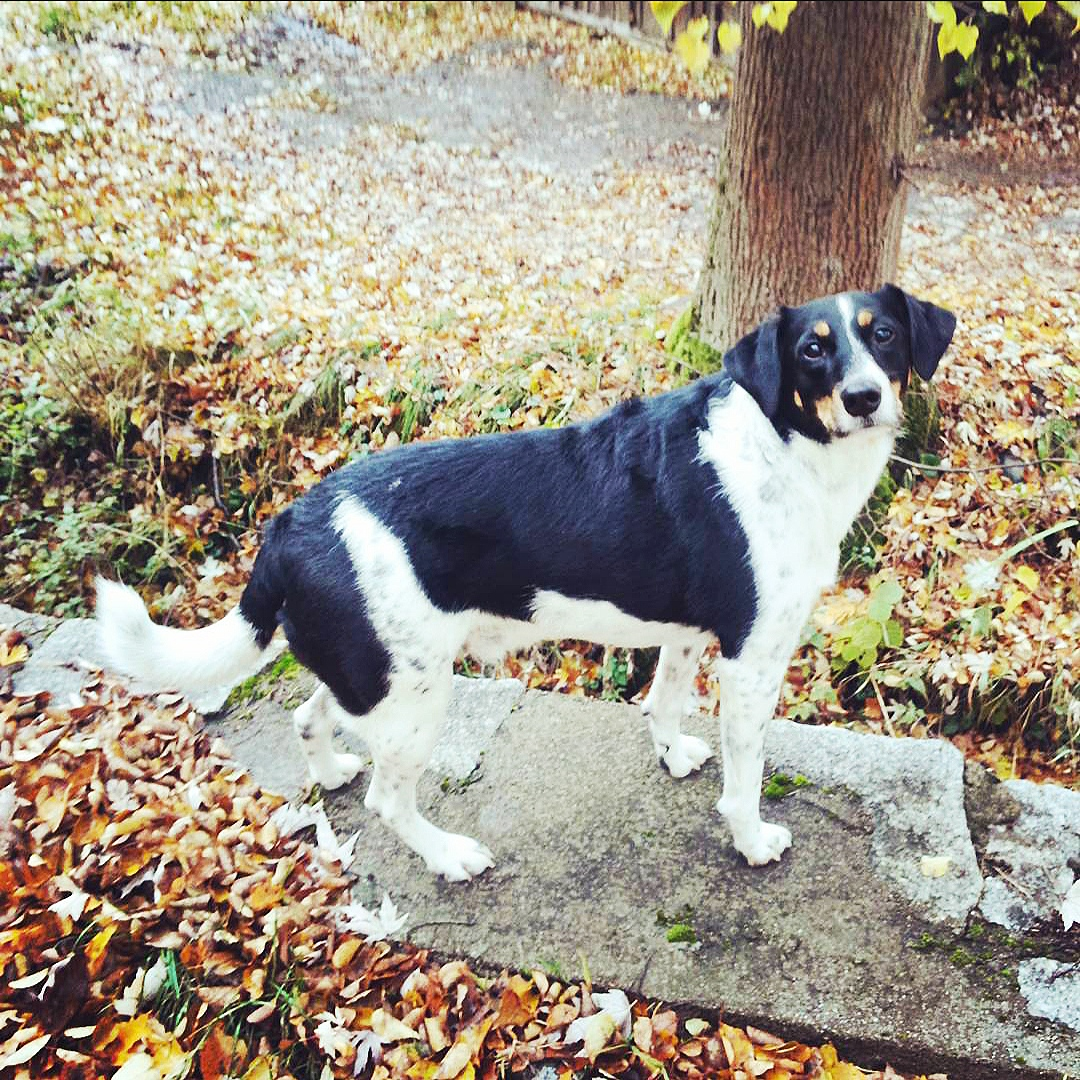
Czeski łaciaty pies w wieku 4 lat
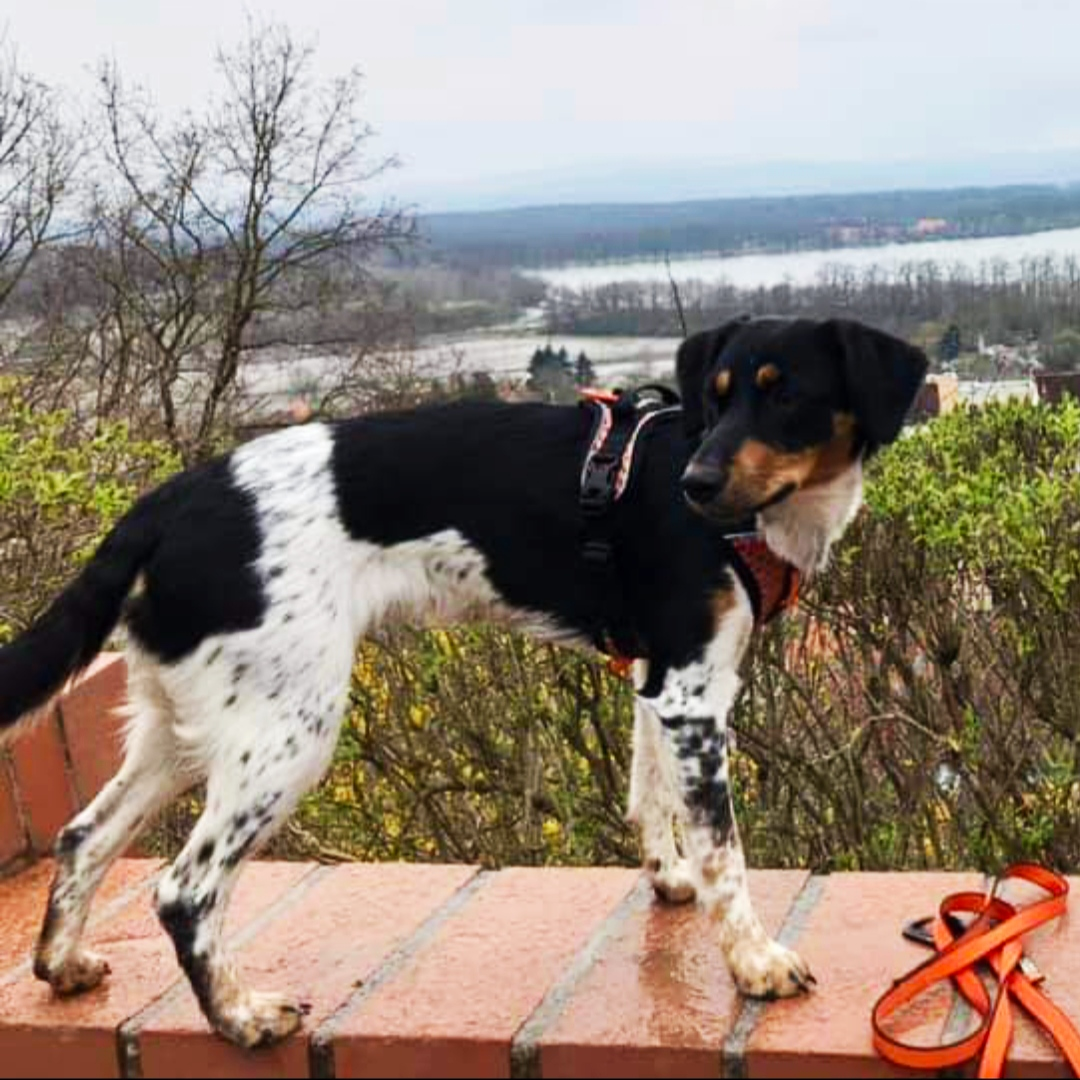
Czeski łaciaty na spacerze
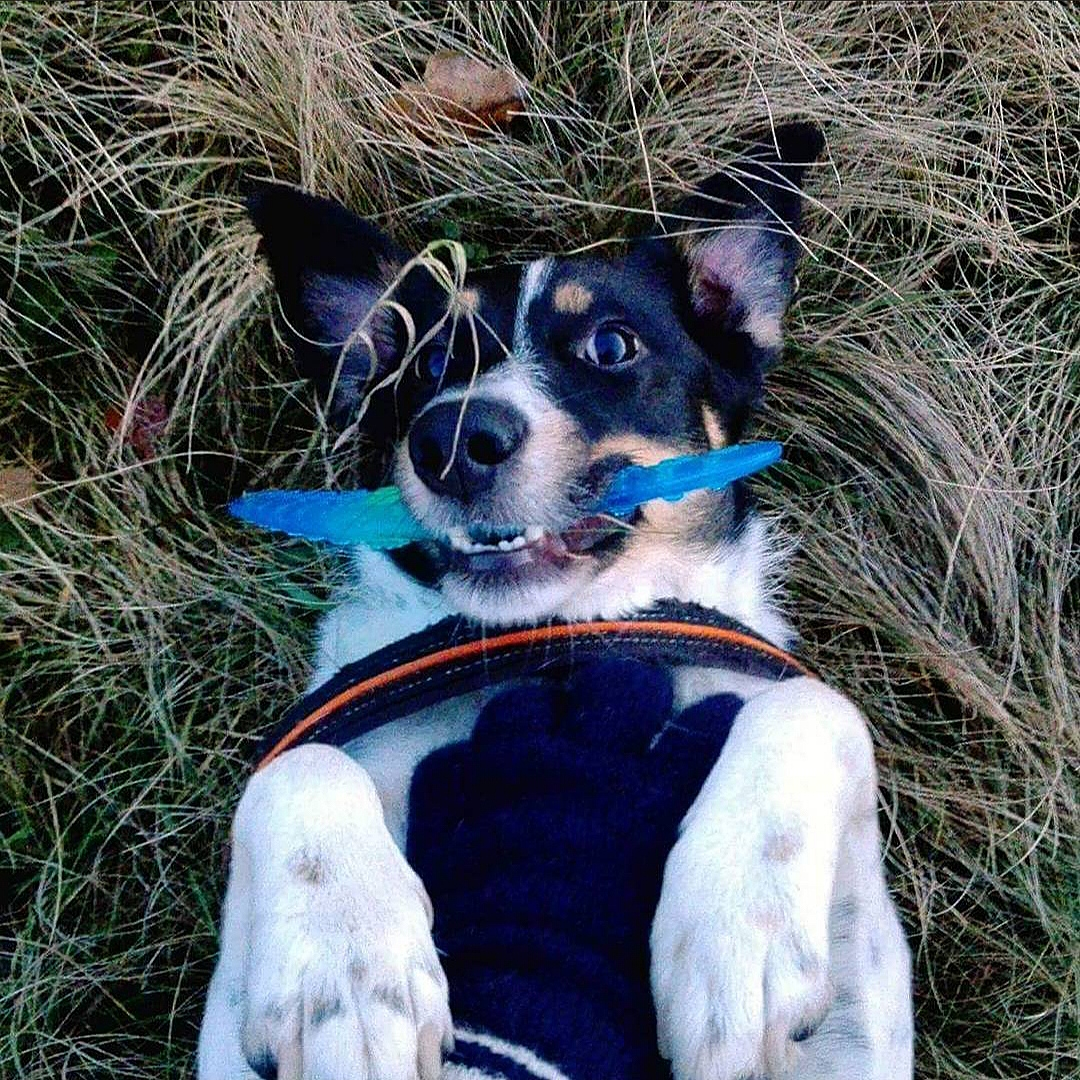
Czeski łaciaty krótkowłosy
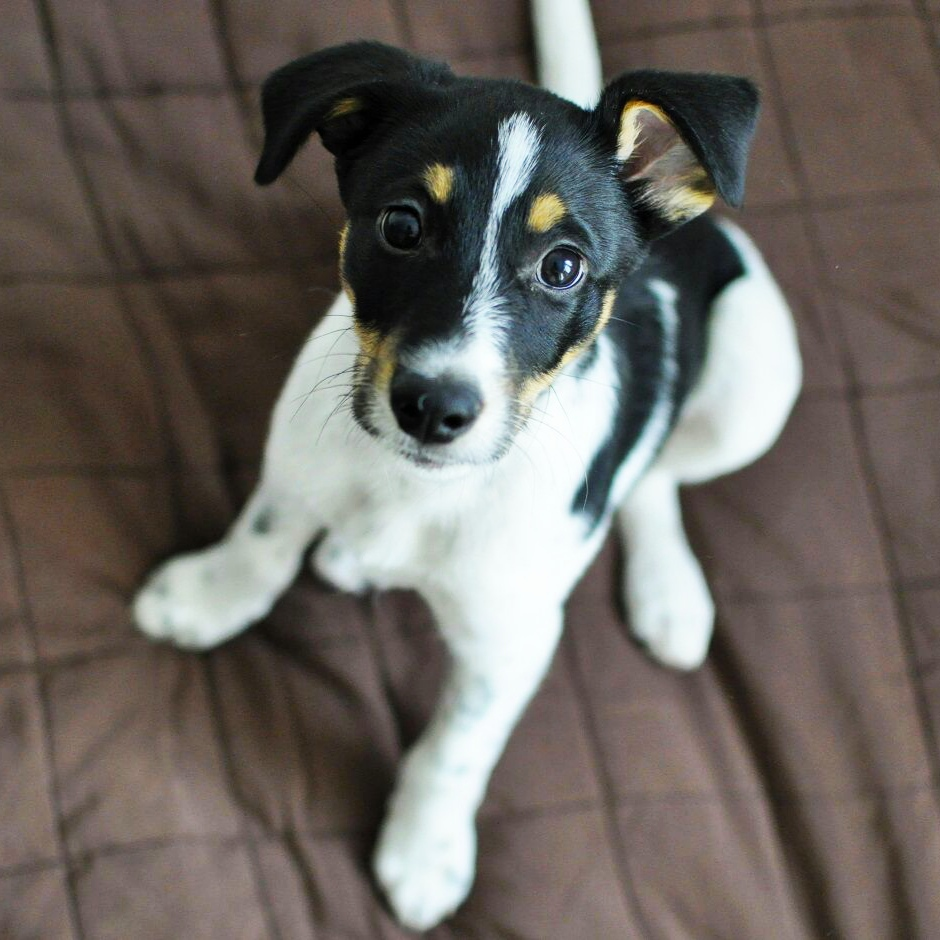
Szczenię czeskiego łaciatego
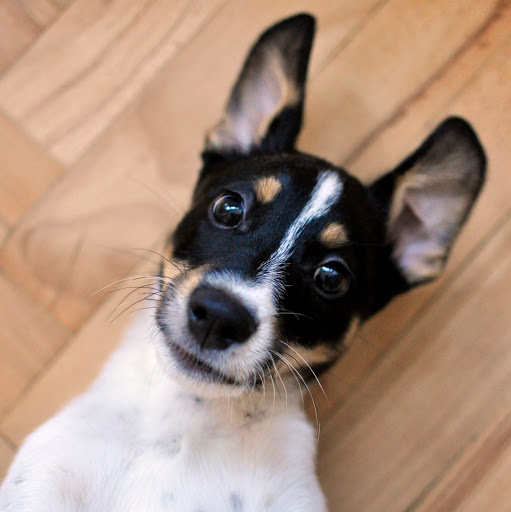
Szczenię czeskiego łaciatego
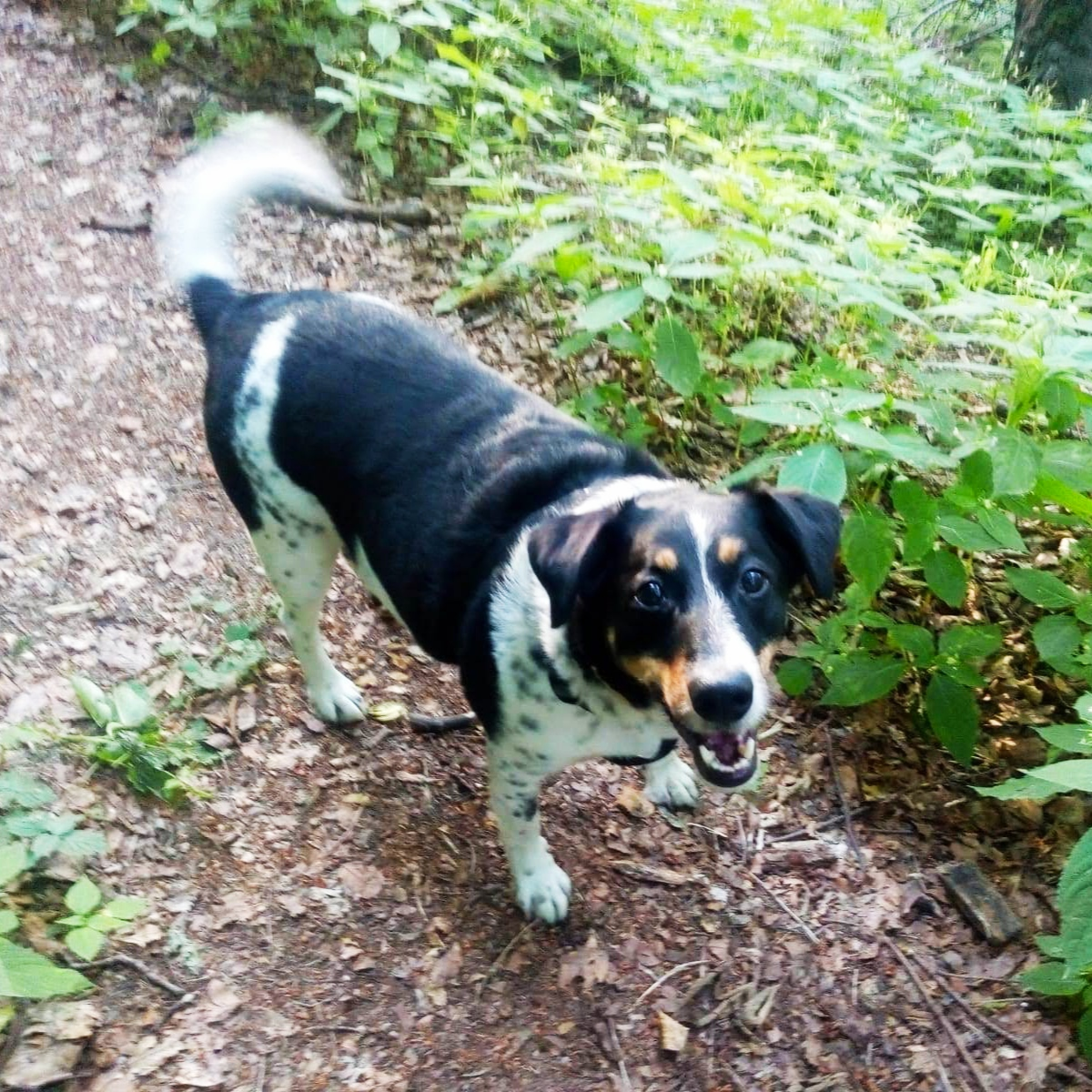
Czeski łaciaty krótkowłosy
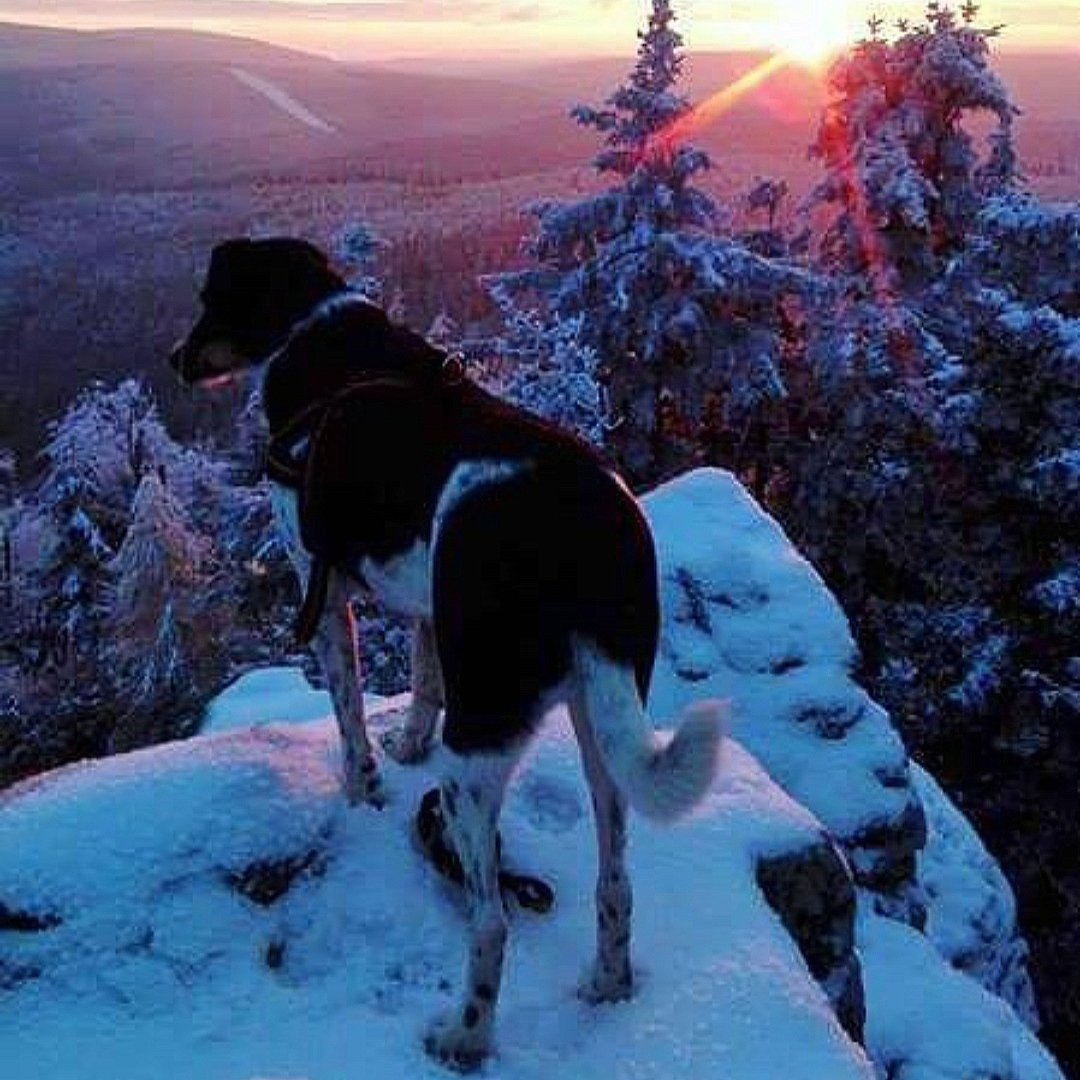
Czeski łaciaty na spacerze
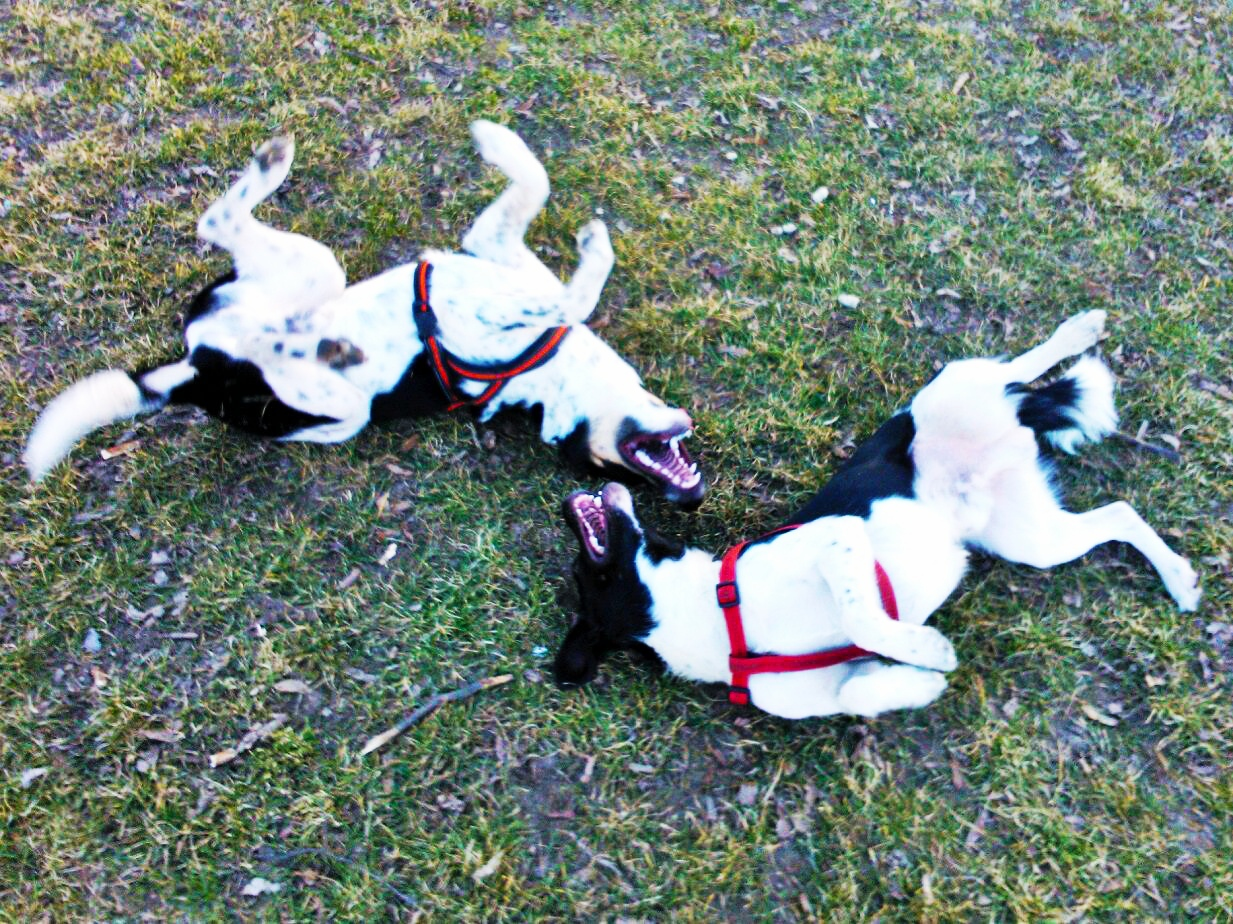
Czeskie łaciate we wspólnej zabawie